# Tailandia en los Juegos Olímpicos de Sídney 2000
Tailandia estuvo representada en los Juegos Olímpicos de Sídney 2000 por un total de 52 deportistas, 34 hombres y 18 mujeres, que compitieron en 11 deportes.
El portador de la bandera en la ceremonia de apertura fue el boxeador Somluck Kamsing.

## Medallistas
El equipo olímpico tailandés obtuvo las siguientes medallas:
| Nombre              | Deporte      | Competición |
| ------------------- | ------------ | ----------- |
| Oro                 |              |             |
| Wijan Ponlid        | Boxeo        | 51 kg M     |
| Plata               |              |             |
| —                   |              |             |
| Bronce              |              |             |
| Pornchai Thongburan | Boxeo        | 71 kg M     |
| Khassaraporn Suta   | Halterofilia | 58 kg F     |